# Fritz Busse
Fritz Busse (* 1963 in Helmstedt) ist ein deutscher Filmeditor.

## Leben
Fritz Busse wuchs in Burgdorf bei Hannover auf. An der Deutschen Sporthochschule in Köln studierte Busse Sport mit dem Schwerpunkt Journalistik. Dieses Studium schloss er mit der Bestnote ab und arbeitete als Sportjournalist. Kurze Zeit später gab er diese Tätigkeit auf und begann 1996, als Produktionsassistenz bei der Filmproduktion DMC – Design for Media and Communication zu arbeiten, wo er erste Erfahrungen in Sachen Filmschnitt sammelte. Dabei erstellte er unter anderem Werbung und Filmtrailer für den Bezahlsender Premiere (heute Sky Deutschland).
Seit 2000 schneidet Fritz Busse Spielfilme. So ist er unter anderem bei fast allen Filmen von Dror Zahavi für den Schnitt verantwortlich; ebenso umfangreich sind Busses Arbeiten für den Kölner Dokumentarfilmregisseur André Schäfer. Für den Dokumentarfilm Willy Brandt – Erinnerungen an ein Politikerleben erhielten sie den Bayerischen Fernsehpreis.
Fritz Busse ist Mitglied der Deutschen Filmakademie und im Bundesverband Filmschnitt Editor e. V. (BFS). Er lebt in Hamburg.

## Filmografie (Auswahl)
- 2000: Familie und andere Glücksfälle
- 2002: Der Mann von nebenan
- 2002: Am Ende des Tunnels
- 2002: Die Frauenversteher – Männer unter sich
- 2002: Mutter auf der Palme
- 2004: Gib mich die Kirsche! – Die 1. deutsche Fußballrolle
- 2004: Tatort: Verlorene Töchter
- 2005: Die Luftbrücke – Nur der Himmel war frei
- 2005: 100 Porsches And Me
- 2007: Lenin kam nur bis Lüdenscheid
- 2007: Der geheimnisvolle Schatz von Troja
- 2008: Alles für meinen Vater (Sof Shavua B’Tel Aviv)
- 2009: Die Freundin der Tochter
- 2009: Tatort: Das Gespenst
- 2009: Mein Leben – Marcel Reich-Ranicki
- 2009: Liebling, weck die Hühner auf
- 2010: Zivilcourage
- 2010: Der Uranberg
- 2010: Westflug – Entführung aus Liebe
- 2010: Perry Rhodan – Unser Mann im All
- 2010: Essen macht glücklich!
- 2010: Einsatz in Hamburg – Rot wie der Tod
- 2011: John Irving und wie er die Welt sieht
- 2011: Polarkreisrock – Islands pulsierende Musikszene
- 2012: München 72 – Das Attentat
- 2012: Stiller Abschied
- 2012: Und alle haben geschwiegen
- 2012: Deutschboden
- 2013: Tatort: Auf ewig Dein
- 2013: Willy Brandt – Erinnerungen an ein Politikerleben
- 2014: Tatort: Franziska
- 2014: Alles muss raus – Eine Familie rechnet ab (Fernsehzweiteiler)
- 2014: VW – Volkswagen Around The World
- 2015: Herr von Bohlen
- 2015: Tatort: Kollaps
- 2015: Herbe Mischung
- 2015: Tatort: Ätzend
- 2016: Auf kurze Distanz
- 2016: Tatort: Der König der Gosse
- 2018: Tatort: Tollwut
- 2018: Schattengrund – Ein Harz-Thriller
- 2018–2022: Letzte Spur Berlin (Fernsehserie, 7 Folgen)
- 2020: Das Geheimnis der Freiheit
- 2020–2022: Fritzie – Der Himmel muss warten (Fernsehserie, 6 Folgen)
- 2021: Kommissarin Heller: Panik (Fernsehreihe)
- 2021: Polizeiruf 110: Hermann
- 2023: Klara Sonntag – Erste Liebe
- 2023: Polizeiruf 110: Little Boxes
- 2025: Polizeiruf 110: Ein feiner Tag für den Bananenfisch

## Auszeichnungen
- 2003: Deutscher Kamerapreis Nominierung für Am Ende des Tunnels[2]
- 2006: Goldene Kamera in der Kategorie Bester Film für Die Luftbrücke
- 2006: Deutscher Kamerapreis, Nominierung für Die Luftbrücke[3]
- 2008: 30. Moskau International Film Festival	Publikumspreis	für Alles für meinen Vater
- 2009: Deutscher Filmpreis Nominierung für Lenin kam nur bis Lüdenscheidt[4]
- 2010: Emmy-Nominierung Kategorie bester Film[5] und PRIX EUROPA Nominierung für Mein Leben – Marcel Reich-Ranicki
- 2010: Goldene Kamera in der Kategorie bester deutscher Fernsehfilm für Zivilcourage
- 2010: Deutscher Fernsehpreis, Nominierung in der Kategorie Bester Film für Zivilcourage[6] sowie Grimme-Preis[7] und PRIX EUROPA Nominierung
- 2011: Grimme-Preis in der Kategorie Maler Publikumspreis für Zivilcourage